# ماساتاکه اوکومیا
ماساتاکه اوکومیا (انگلیسی: Masatake Okumiya؛ ۲۷ ژوئیه ۱۹۰۹ – ۲۲ فوریهٔ ۲۰۰۷) سپهبد در نیروی هوایی ژاپن و تاریخ‌نگار اهل ژاپن بود.